# Бюнеман, Генрих Людвиг
 Генрих Людвиг Бюнеман  (1752, Ганновер, Курфюршество Брауншвейг-Люнебург — 1808, Казанская губерния, Российская империя) — немецкий учёный; первый профессор правоведения в Казанском университете.

## Биография
Родился в 1752 году в Ганновере. Высшее образование и степень доктора прав получил в Гёттингенском университете. В русскую службу вступил в 1778 году. Начиная с 1786 года в течение 15 лет занимал должность старшего преподавателя Сухопутного благородного кадетского корпуса. Выйдя в отставку, Бюнеман предложил инициатору создания Казанского университета Румовскому свои услуги по кафедре правоведения и 1 июля 1805 года был назначен на кафедру прав естественного, политического и народного.
Преподавание Бюнемана не оставило по себе никаких следов в истории юридического факультета Казанского университета. Студенты неоднократно предъявляли ходатайства об освобождении их от слушаний его лекций, которые он читал на латинском и французских языках.  

Был еще какой-то толстый Бюнеман, который читал право естественное, политическое и народное на французском языке; лекций Бюнемана я решительно не помню, хотя и слушал его— Сергей Тимофеевич Аксаков
Скончался 30 июля (11 августа) 1808 года от гангрены, появившейся на почве водянки.
Однако, со смертью Бюнемана преподавание правоведения в университете не прекратилось, осенью 1809 года были назначены три преподавателя: профессор Иван Арнольдович Финке по кафедре естественного, политического и народного права, профессор Иван Егорович Нейман по предметам российского правоведения и политической экономии и Егор Васильевич Врангель по правоведению.